# A Lista (2.ª temporada)
A segunda temporada de A Lista foi exibida na OPTO de 3 de dezembro de 2021 a 4 de fevereiro de 2022.
Com os seus primeiros cinco episódios da temporada a serem lançados semanalmente, poucos dias antes da estreia do 6º episódio, a 2 de janeiro de 2022, ocorreu um ataque informático aos sites do grupo Impresa que deixou inacessível temporariamente a plataforma de streaming OPTO, o que causou o adiamento de três dos cinco restantes episódios da temporada para 22 de janeiro, tendo os dois restantes episódios sido emitidos na data prevista.
Conta com Júlia Palha, Carolina Loureiro, Diogo Lopes, Laura Dutra, Luís Ganito, Bruna Quintas, Luís Garcia, Rodrigo Trindade e Soraia Tavares no elenco principal.

## Sinopse
Enquanto a PJ investiga o homicídio de Paty, os amigos continuam a abrir origamis e a lidar com os desafios do cotidiano.
O grupo de amigos de Patrícia prossegue a abertura dos origamis, tentando descobrir o motivo pelo qual ela quereria matar uma pessoa. A PJ investiga o homicídio da jovem e percebe que este caso tem ligações a outras investigações em curso.

## Elenco

### Elenco principal
| Ator/Atriz        | Personagem              |
| ----------------- | ----------------------- |
| Júlia Palha       | Alice Campos            |
| Carolina Loureiro | Patrícia «Paty» Pereira |
| Diogo Lopes       | Tiago Antunes           |
| Laura Dutra       | Catarina Lemos          |
| Luís Ganito       | Paulo Santos            |
| Bruna Quintas     | Micaela «Mica» Silva    |
| Luís Garcia       | Bruno Amaro             |
| Rodrigo Trindade  | Sérgio Trindade         |
| Soraia Tavares    | Jéssica Fontes          |

### Elenco recorrente
| Ator/Atriz           | Personagem              |
| -------------------- | ----------------------- |
| Filipe Matos         | Simão Seixas Fonseca    |
| Diana Marquês Guerra | Inspetora Carla Marques |
| Sabri Lucas          | Inspetor Joaquim Santos |

### Participação especial
| Ator/Atriz      | Personagem     |
| --------------- | -------------- |
| Cláudia Vieira  | Carolina Veiga |
| Mafalda Vilhena | Paula Lemos    |

### Elenco adicional
| Ator/Atriz        | Personagem          |
| ----------------- | ------------------- |
| Rui Luís Brás     | Francisco Marinhais |
| Ana Lopes         | Cátia               |
| Carlos Oliveira   | Mateus Vieira       |
| Jorge Corrula     | Carlos Rodrigues    |
| Hugo Franco       | —                   |
| Rute Miranda      | —                   |
| Bruno Bravo       | —                   |
| Bárbara Meirelles | —                   |
| Isaac dos Santos  | Vasco               |
| Mariana Guarda    | Vanda Palma         |
| Tiago Costa       | Tomé Figueira       |

## Episódios
| # | ## | Título                           | Realização por | Escrito por    | Exibição original      |
| --- | -- | -------------------------------- | -------------- | -------------- | ---------------------- |
| 11 | 1  | "És mesmo a minha cena!"         | Carlos Dante   | Raquel Palermo | 3 de dezembro de 2021  |
| Alice tem um pesadelo e acorda sozinha. É um dia importante para a Papéis de Portugal e para Alice, que foi readmitida na PLCV por exigência de Marinhais. Dias antes, a polícia interrogou o grupo sobre o assassinato de Paty. Simão e Catarina envolvem-se no arquivo. |    |                                  |                |                |                        |
| 12 | 2  | "O Contrato"                     | Carlos Dante   | Raquel Palermo | 10 de dezembro de 2021 |
| O professor Carlos fica perplexo ao saber que Patrícia pode ter sido assassinada. Micaela conta a Alice que foi abusada por um tio chamado Francisco, quando era miúda, e acredita que é ele o Francisco do origami, pois Paty sabia. Paulo conhece Vasco, um amigo de Bruno, e sente-se atraído por ele. Alice declara-se a Tiago... num estranho número de stand up.                                                                                    |    |                                  |                |                |                        |
| 13 | 3  | "Se contas a alguém... mato-te!" | Carlos Dante   | Raquel Palermo | 17 de dezembro de 2021 |
| Carla visita Alice na PLCV a entrega-lhe um dos origamis falsos feito pelo grupo, lembrando-lhe que ocultação de provas é crime. Micaela conta ao grupo que o tio Francisco a violou, quando tinha 13 anos. Paulo diz que assim que a PJ acalmar a vigilância, reativam o plano “matar”. |    |                                  |                |                |                        |
| 14 | 4  | "Rodízio de origamis"            | Carlos Dante   | Raquel Palermo | 24 de dezembro de 2021 |
| Alice tem um sonho incrível e levanta-se para contar a Patrícia. Tiago impede-a de sair do quarto. Alice cai em si... Carla e Joaquim interrogam o professor Carlos sobre o desaparecimento de Tomé e Vanda. Todos os amigos tiram um origami. |    |                                  |                |                |                        |
| 15 | 5  | "O francês das violetas"         | Carlos Dante   | Raquel Palermo | 31 de dezembro de 2021 |
| No passado, Patrícia, Catarina, Vanda e Tomé participam numa manifestação à porta de uma das unidades fabris da Papéis de Portugal... Tiago não consegue dar conta do recado e Alice ajuda-o, atuando como bad lawyer. Simão sai de taco de golfe, dizendo que “vai à caça”. No dia seguinte, aparece com um olho negro e sem memória do que aconteceu. Micaela tem dificuldade em identificar o francês das violetas.                                    |    |                                  |                |                |                        |
| 16 | 6  | "Caça aos gays"                  | Carlos Dante   | Raquel Palermo | 22 de janeiro de 2022  |
| No dia em que Patrícia morreu, alguém já seguia as amigas desde a rua do prédio... Simão surpreende-se com a descrição que Paulo faz dos eventos da véspera: Simão discursou no bar e saíram para bater em homossexuais e transgénero... e foi Vasco quem deu um murro a Simão. Ao separar fotos e vídeos da festa, Alice encontra o vídeo que gravou: duas pessoas a fazerem sexo nas escadas. Vasco conta a Bruno que Paulo está com a extrema-direita. |    |                                  |                |                |                        |
| 17 | 7  | "O Assassino da Paty"            | Carlos Dante   | Raquel Palermo | 22 de janeiro de 2022  |
| Para se vingar do comportamento homofóbico de Paulo, Bruno publica uma foto deste de mankini, que os amigos tiraram por causa do origami “não ter medo de ser ridícula”. Ao perceber que a foto está online, Paulo tem um ataque de pânico e é socorrido pelo INEM. Alice descobre que é Jéssica quem tem Gertrudes. Jéssica descobre quem matou Patrícia. Paulo surpreende-se ao descobrir que Vasco não é gay.                                          |    |                                  |                |                |                        |
| 18 | 8  | "Um dead name não se menciona"   | Carlos Dante   | Raquel Palermo | 22 de janeiro de 2022  |
| Sérgio é despedido da farmácia. Paulo surpreende-se ao aperceber-se de que Vasco transitou de género. Catarina perde o medo e faz revelações importantes à polícia, sobre o dia do desaparecimento de Vanda e Tomé. Bruno atira à cara de Paulo que ele é um homossexual reprimido. Discutem. |    |                                  |                |                |                        |
| 19 | 9  | "O Interrogatório"               | Carlos Dante   | Raquel Palermo | 28 de janeiro de 2022  |
| A PJ detém um suspeito pela morte de Patrícia, Tomé e Vanda. Carla e Joaquim interrogam o suspeito, reconstituindo a noite da morte de Patrícia. Os agentes falam com várias testemunhas, entre as quais Catarina, Alice e Jéssica. |    |                                  |                |                |                        |
| 20 | 10 | "Mataste o gajo!"                | Carlos Dante   | Raquel Palermo | 4 de fevereiro de 2022 |